# Baguio (cheval)
Pour les articles homonymes, voir Baguio.
Le Baguio est une race de chevaux de selle et de poneys originaire des Philippines. Robuste, il est influencé par des chevaux chinois, brésiliens, africains, arabes et ibériques amenés aux Philippines dans le cadre d'échanges commerciaux. La race est cantonnée aux zones touristiques de la ville de Baguio, où elle est élevée par des familles qui organisent des randonnées de tourisme équestre, en pratiquant des teintes de la crinière en rose pour attirer les touristes asiatiques.

## Histoire
La race Baguio, nommée d'après la ville du même nom, descend de chevaux chinois, brésiliens, et d'Afrique du Sud. Ces derniers étaient amenés par des marchands, puis laissés sur place. Au XVIIIe siècle, la région est victime de surpâturage équin et ovin. À la fin du XIXe siècle, la race est influencée par des chevaux arabes, et surtout ibériques.

## Description
La base de données DAD-IS distingue deux types de chevaux sous le nom de « Baguio », un poney et un cheval de selle léger. Le climat a favorisé l'émergence d'un animal très robuste et de taille réduite, mais l'absence de programme d'élevage a entraîné un mélange entre les chevaux philippins.
CAB International indique une taille moyenne de 1,34 m à 1,40 m, sans trancher la question de savoir s'il s'agit d'un cheval de selle ou d'un poney. La morphologie est fine. La tête est de profil rectiligne, l'encolure plutôt courte, les membres fins. La croupe est inclinée.
Toutes les couleurs de robes sont possibles, sauf le tacheté léopard.

## Utilisations

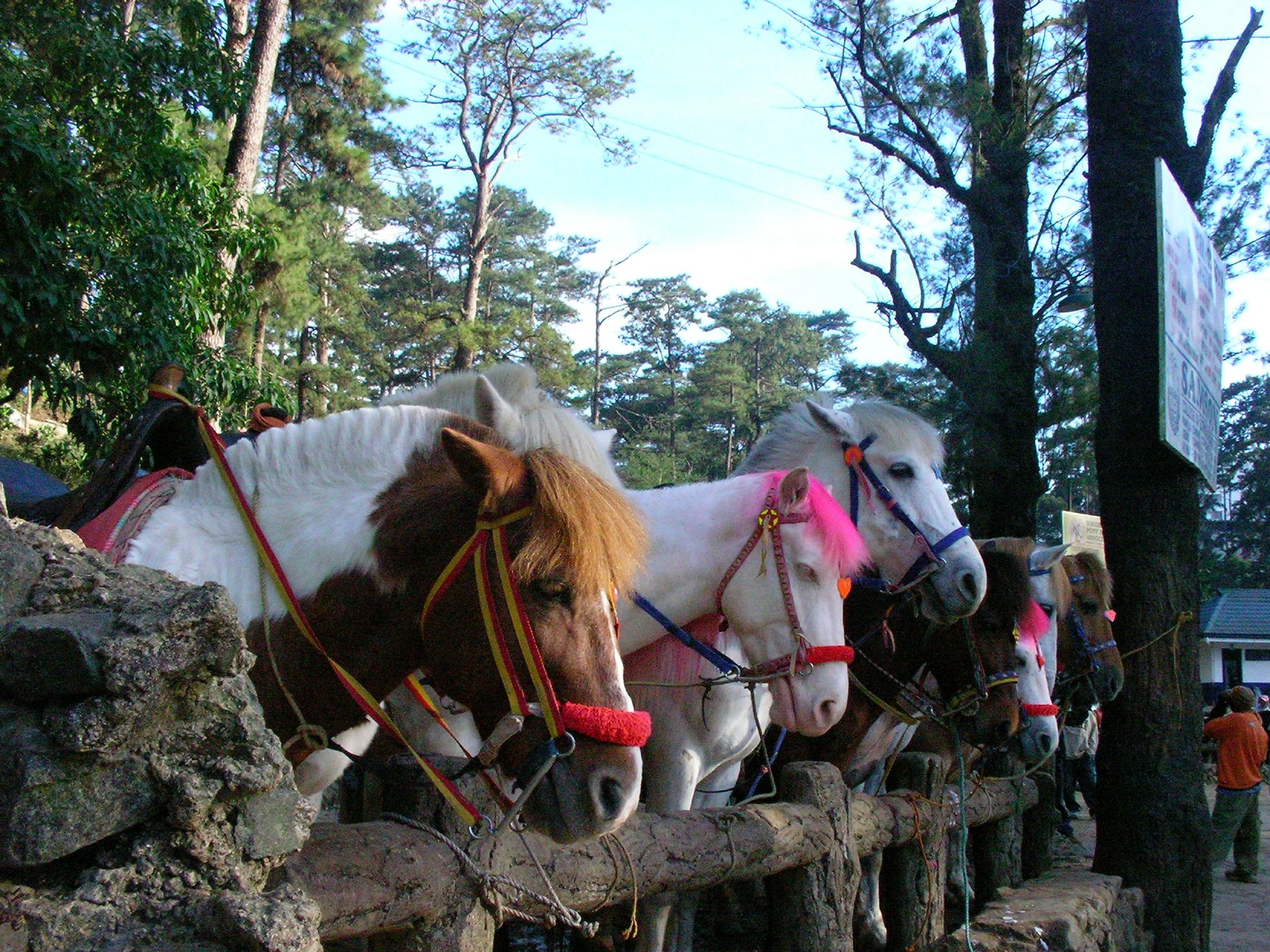
Baguios à louer, dont deux avec la crinière teinte en rose

Ces chevaux sont montés et attelés pour le tourisme équestre, souvent leur crinière est teinte en rose pour attirer les touristes. C'est notamment le cas au Mines View Park et au Wright Park de la ville de Baguio. Ils sont élevés par des familles locales surnommées « pony boys », qui en tirent l'essentiel de leurs revenus professionnels. Ils organisent différents festivals annuels, incluant des courses de chevaux à travers la ville.
Ces poneys participent vraisemblablement aussi à des combats d'étalons illégaux, nommés Saglà kurà par les Blaans de Mindanao.

## Diffusion de l'élevage
C'est une race native des Philippines. L'étude menée par l'Université d'Uppsala, publiée en août 2010 pour la FAO, signale le Baguio comme race de chevaux locale asiatique dont le niveau de menace est inconnu. Le niveau de menace sur la race n'est pas renseigné dans DAD-IS, qu'il s'agisse du type poney ou du type selle. Cependant, la race est vraisemblablement cantonnée aux zones touristiques de la ville de Baguio.